# Базавлучок (река)
Базавлучок (Базавлучек, укр. Базавлучок) — река на западе Днепропетровской области Украины, правый приток Базавлука (бассейн Днепра). Преимущественно протекает по Криворожскому району. Длина 24 км, площадь водосборного бассейна 178 км². Уклон реки — 3 м/км.

## Этимология
Своё название получила от реки Базавлук. Есть несколько версий происхождения данного наименования. Некоторые исследователи выводят название от тюркских *bazuk, *buzuk (тур. bozuk), что значит «испорченный». Название образовалось с помощью тюркского форманта -luk.

## Описание
Начинается в селе Терноватка, течёт в общем южном направлении. Русло слабоизвилистое, в верховье часто пересыхает. На реке — сёла Базавлучок, Приют, Петропавловка. В Базавлук (Шолоховское водохранилище) впадает в 44 км от устья в районе села Славянка в Апостоловском районе на высоте 24,7 метра над уровнем моря.